# Saeb Erekat
Saeb Muhammad Salih Erekat (in arabo  صائب محمد صالح عريقات ‎?, Ṣāʾib ʿUraiqāt; anche ʿRēqāt, Erikat, Erakat, Arekat; Abu Dis, 28 aprile 1955 – Gerusalemme Ovest, 8 novembre 2020) è stato un diplomatico e politico palestinese.
Considerato uno degli uomini più vicini a Yasser Arafat, ha partecipato ai primi negoziati con Israele ed è rimasto capo negoziatore dell'OLP dal 1995 fino al maggio 2003, quando si è dimesso per protesta dal governo palestinese. Si è riconciliato con il partito ed è stato riconfermato alla carica nel settembre 2003. Ha servito quindi come capo del Comitato direttivo e di monitoraggio dell'OLP fino al 12 febbraio 2011. Dal 2015 alla morte nel 2020 è stato Segretario generale del Comitato esecutivo dell'OLP.

## Biografia

### Origini e istruzione
Nacque ad Abu Dis, nel ramo palestinese della famiglia Erekat, a sua volta un ramo della confederazione tribale Howeytat. Erekat aveva sette tra fratelli e sorelle, che vivevano al di fuori di Israele o dei territori palestinesi. Nel 1967 gli israeliani occuparono la Cisgiordania; l'anno seguente Saeb Erekat fu arrestato per aver scritto graffiti contro l'occupazione, affisso volantini e lanciato pietre.
Nel 1972 Erekat si trasferì a San Francisco, in California. Trascorse due anni al City College di San Francisco, per poi passare alla San Francisco State University.
Lì Erekat ha conseguito un Bachelor of Arts in relazioni internazionali (nel 1977) e un Master of Arts in scienze politiche nel 1979. Nel 1983 completò un dottorato di ricerca in pace e studi sui conflitti presso l'Università di Bradford in Inghilterra.

### Carriera politica

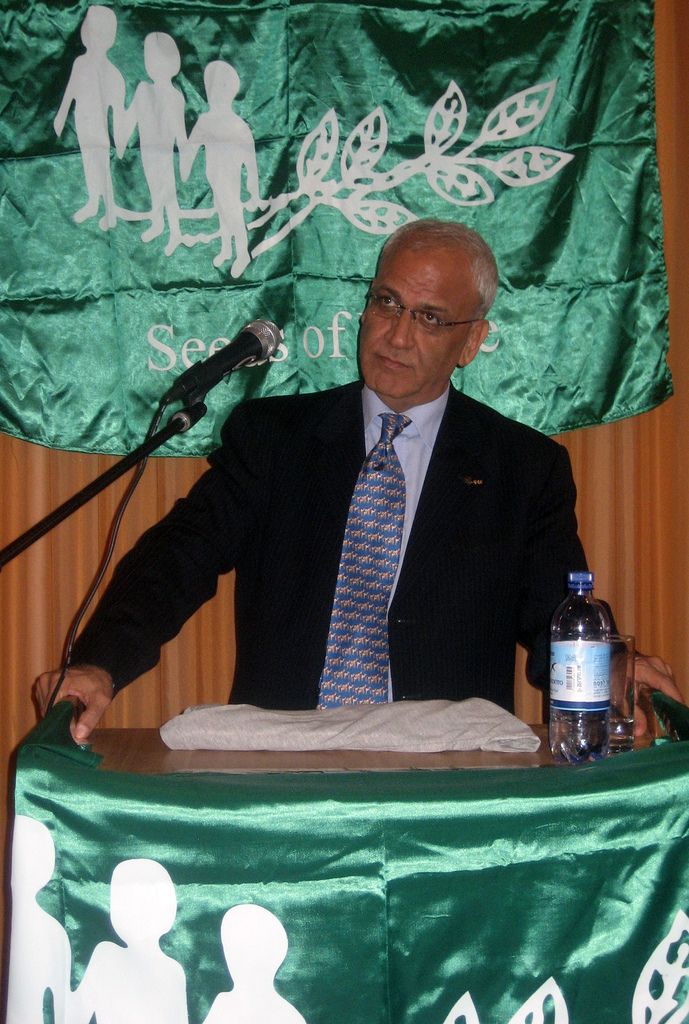
Saeb Erekat nel 2007

Dopo il dottorato in Inghilterra, Erekat ritornò in Cisgiordania, dove tenne lezioni di scienze politiche presso l'Università di Nablus, lavorando inoltre per 12 anni nel comitato editoriale del quotidiano palestinese Al-Quds.
Nel 1991 Erekat è stato vice capo della delegazione palestinese alla Conferenza di Madrid e ai successivi colloqui di pace a Washington DC tra il 1992 e il 1993. Nel 1994 è stato nominato ministro per il governo locale dell'Autorità nazionale palestinese e presidente della delegazione palestinese ai negoziati. Nel 1995 Erekat è stato capo negoziatore per i palestinesi durante il periodo di Oslo. È stato poi eletto al Consiglio legislativo palestinese nel 1996, in rappresentanza del Governatorato di Gerico.
Come politico, Erekat era considerato un lealista di Yasser Arafat, incluso al Vertice di Camp David nel 2000 e al Vertice di Taba nel 2001. Erekat è stato, insieme ad Arafat e Faisal Husseini, uno dei tre palestinesi di alto rango a richiedere che Ariel Sharon non visitasse la Moschea di Al-Aqsa nel settembre 2000, un evento che è stato seguito dalla Seconda Intifada. Ha servito inoltre come interprete inglese di Arafat. Quando Mahmoud Abbas è stato nominato primo ministro del Consiglio legislativo palestinese all'inizio del 2003, Erekat avrebbe dovuto essere ministro dei negoziati nel nuovo gabinetto, ma si dimise dopo essere stato escluso dalla delegazione che avrebbe incontrato il primo ministro israeliano Ariel Sharon, un evento interpretato come parte di una lotta di potere tra Abbas e Arafat.
Erekat è stato successivamente riconfermato al suo incarico e ha partecipato alla Conferenza di Annapolis del 2007, dove è subentrato ad Ahmed Qurei durante un'impasse e ha contribuito a elaborare una dichiarazione congiunta.
Si è dimesso dal suo incarico di capo negoziatore il 12 febbraio 2011 citando il rilascio dei Palestine Papers.
Nel luglio 2013, tuttavia, ricopriva ancora la funzione.
Nel 2015 è diventato segretario generale del Comitato esecutivo dell'Organizzazione per la liberazione della Palestina. In seguito ha promosso un piano per la base per nuovi colloqui con diplomatici internazionali tra cui Jared Kushner, genero del presidente Donald Trump e suo consigliere speciale.

### Eredità politica

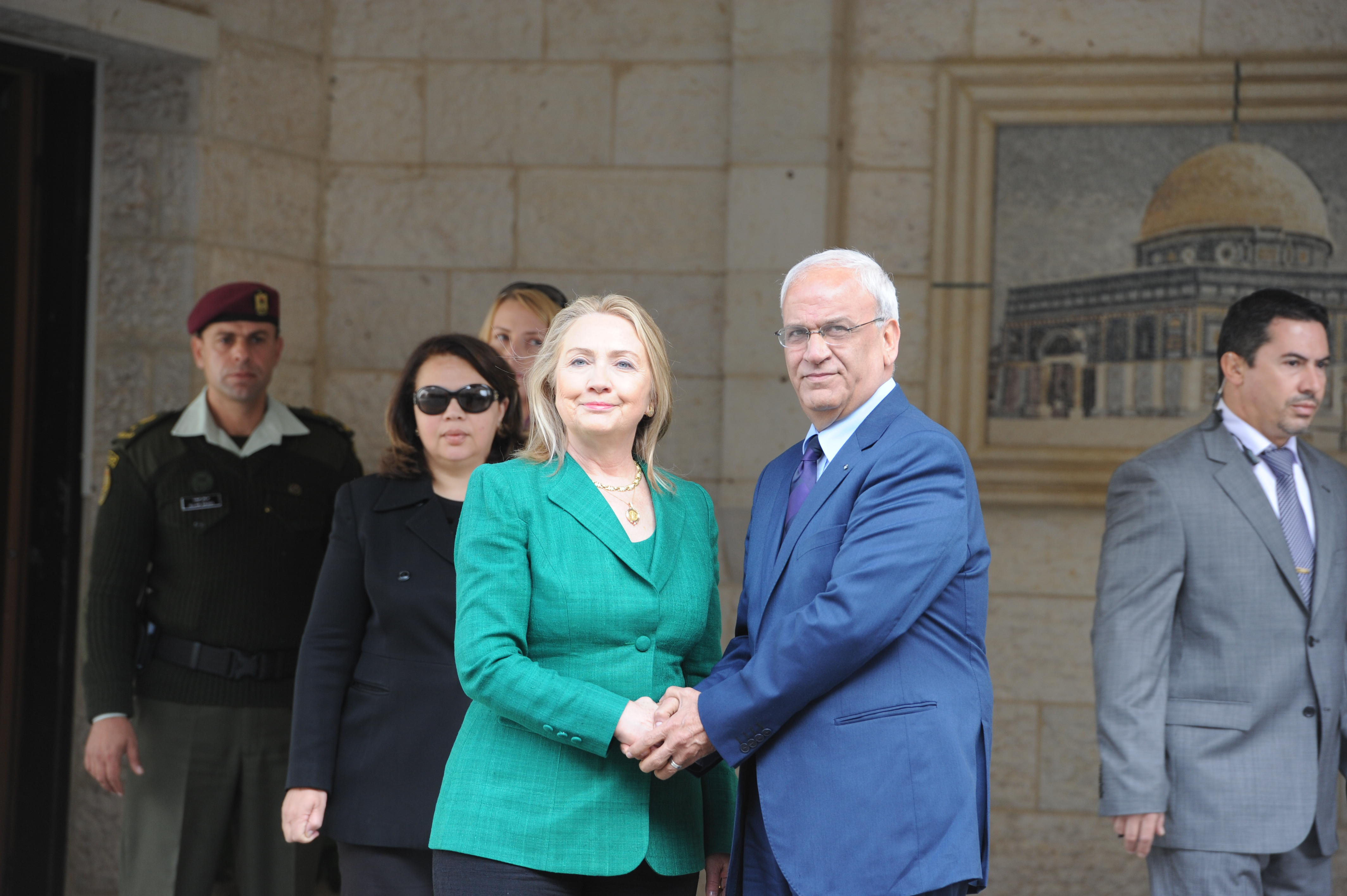
Saeb Erekat con Hillary Clinton in 2012

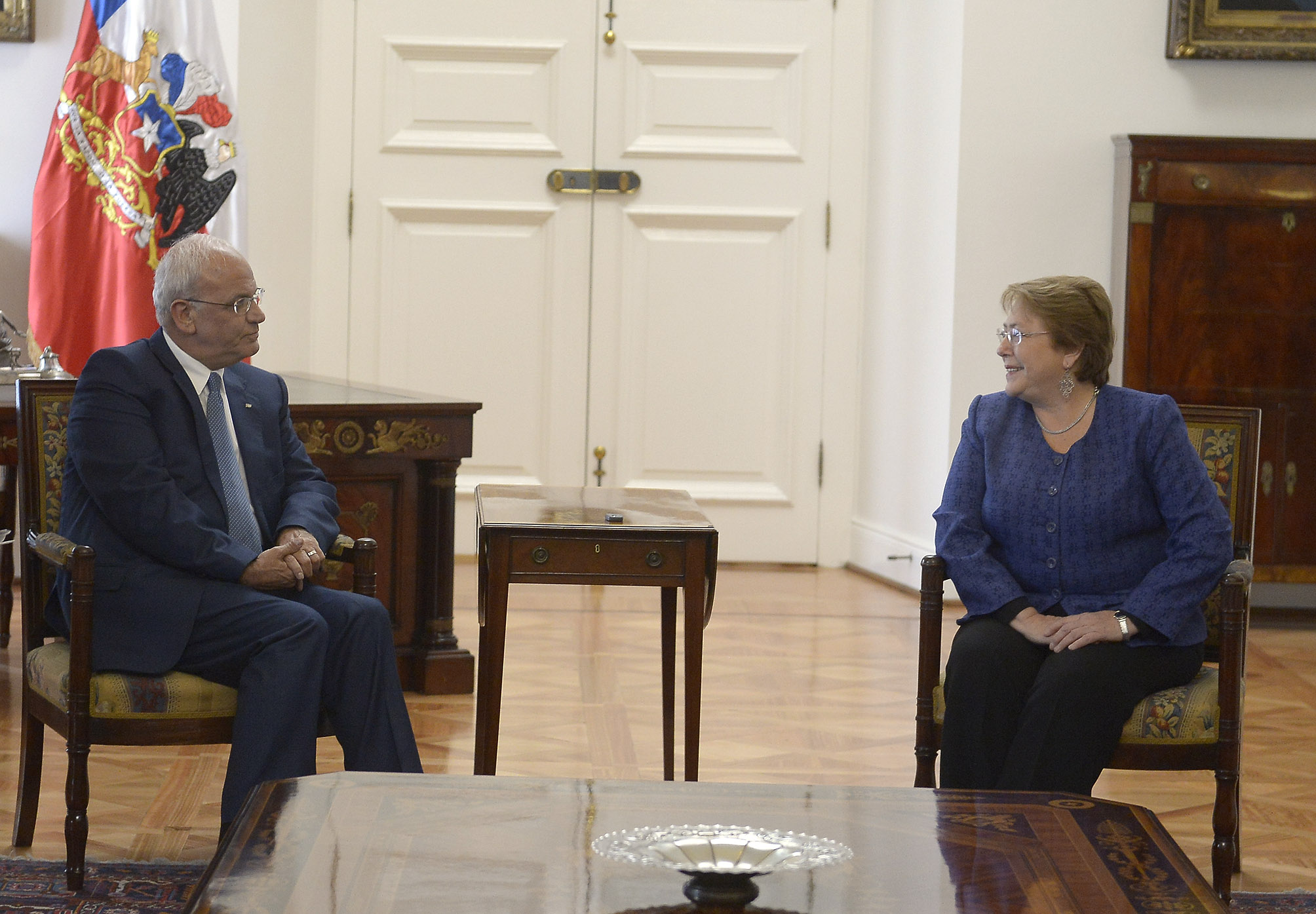
Saeb Erekat con Michelle Bachelet in 2015

Erekat è stato uno dei più importanti portavoce palestinesi nei media occidentali. Ha scritto molto sui media sulla statualità palestinese
ed è stato un critico accorato del piano di pace dell'amministrazione Trump.
Durante la Seconda Intifada, ha criticato a gran voce le azioni israeliane e ha definito l'assalto delle forze armate israeliane del 2002 alla città palestinese di Jenin (battaglia di Jenin) un "massacro" e un "crimine di guerra", sostenendo che Israele avesse ucciso più di 500 palestinesi nel campo profughi di Jenin. Quando l'effettivo bilancio delle vittime palestinesi apparve infine essere tra 53 e 56, per lo più combattenti, Erekat dovette affrontare forti critiche negli Stati Uniti.
Erekat mantenne a lungo buoni rapporti con le sue controparti negoziali; l'ex ministra della giustizia israeliana Tzipi Livni ha menzionato che i suoi colloqui con Erekat sono stati sempre onesti e c'era rispetto reciproco i frequenti disaccordi. Erekat condusse la sua controparte americana, Martin Indyk, in visita al Palazzo di Hisham vicino a Gerico.
Secondo il negoziatore israeliano Yossi Beilin, Erekat "è sempre stato contrario all'uso della violenza. Ha sostenuto altri mezzi per fare pressione su Israele - mezzi diplomatici - ma era totalmente contrario alla seconda Intifada e ha fatto del suo meglio per colmare il divario tra israeliani e palestinesi".

### Malattie e morte
L'8 maggio 2012 Erekat venne ricoverato a Ramallah dopo aver subito un attacco di cuore.
Malato di fibrosi polmonare, il 12 ottobre 2017 Erekat si sottopose a un trapianto di polmone all'Inova Fairfax Hospital nel nord della Virginia, negli Stati Uniti. Erekat è morto nell'autunno del 2020, vittima del coronavirus.

## Vita privata
Erekat era sposato con Neameh ed era padre di due gemelle, Dalal e Salam, e di due figli maschi, Ali e Muhammad.

## Opere
- Imam Ali Bin Abi Taleb and Negotiations (2015)